# 田中勘太
田中 勘太（たなか かんた、1998年1月3日 - ）は、岩手県大船渡市出身のプロサッカー選手。Jリーグ・栃木シティFC所属。ポジションは、ゴールキーパー（GK）。

## 来歴
ベガルタ仙台のアカデミー出身。2015年7月、トップチームに2種登録された。2016年シーズン開幕当初のベガルタ仙台は、GK2人が負傷離脱した事情があり3月に2種登録され、びわこ成蹊スポーツ大学入学後の4月からは特別指定選手として仙台に再登録された。2017年も、8月に特別指定選手として仙台に登録された。
2020年より、カターレ富山へ加入した。2021年12月6日、契約満了による退団が発表された。2021年12月9日、フクダ電子アリーナで行われたJリーグ合同トライアウトに出場。
2022年、Jリーグに加盟したいわきFCに移籍。しかしベンチ入りすら出来ないまま僅か1年で契約満了となった。同年11月28日、カンセキスタジアムとちぎで行われたJリーグ合同トライアウトに出場した。
2023年、関東サッカーリーグの栃木シティFCに移籍。

## 所属クラブ
- FCサンアルタス大船渡
- ベガルタ仙台ジュニアユース
- ベガルタ仙台ユース（明成高校）
  - 2015年7月 - 12月  ベガルタ仙台（2種登録選手）
  - 2016年3月  ベガルタ仙台（2種登録選手）
- びわこ成蹊スポーツ大学
  - 2016年4月 - 12月  ベガルタ仙台（特別指定選手）
  - 2017年8月 - 12月  ベガルタ仙台（特別指定選手）
- 2020年 - 2021年  カターレ富山
- 2022年  いわきFC
- 2023年 -  栃木シティFC

## 個人成績
| 国内大会個人成績 | 国内大会個人成績 | 国内大会個人成績 | 国内大会個人成績 | 国内大会個人成績 | 国内大会個人成績 | 国内大会個人成績 | 国内大会個人成績 | 国内大会個人成績 | 国内大会個人成績 | 国内大会個人成績 | 国内大会個人成績 |
| 年度             | クラブ           | 背番号           | リーグ           | リーグ戦         | リーグ戦         | リーグ杯         | リーグ杯         | オープン杯       | オープン杯       | 期間通算         | 期間通算         |
| 年度             | クラブ           | 背番号           | リーグ           | 出場             | 得点             | 出場             | 得点             | 出場             | 得点             | 出場             | 得点             |
| 日本             | 日本             | 日本             | 日本             | リーグ戦         | リーグ戦         | リーグ杯         | リーグ杯         | 天皇杯           | 天皇杯           | 期間通算         | 期間通算         |
| ---------------- | ---------------- | ---------------- | ---------------- | ---------------- | ---------------- | ---------------- | ---------------- | ---------------- | ---------------- | ---------------- | ---------------- |
| 2020             | 富山             | 21               | J3               | 3                | 0                | -                | -                | 0                | 0                | 3                | 0                |
| 2021             | 富山             | 21               | J3               | 0                | 0                | -                | -                | 0                | 0                | 0                | 0                |
| 2022             | いわき           | 27               | J3               | 0                | 0                | -                | -                | -                | -                | 0                | 0                |
| 2023             | 栃木C            | 21               | 関東1部          | 8                | 0                | -                | -                | 2                | 0                | 10               | 0                |
| 2024             | 栃木C            | 21               | JFL              | 0                | 0                | -                | -                | 0                | 0                | 0                | 0                |
| 2025             | 栃木C            | 21               | J3               |                  |                  |                  |                  |                  |                  |                  |                  |
| 通算             | 日本             | 日本             | J3               | 3                | 0                | -                | -                | 0                | 0                | 3                | 0                |
| 通算             | 日本             | 日本             | JFL              | 0                | 0                | -                | -                | 0                | 0                | 0                | 0                |
| 通算             | 日本             | 日本             | 関東1部          | 8                | 0                | -                | -                | 2                | 0                | 10               | 0                |
| 総通算           | 総通算           | 総通算           | 総通算           | 11               | 0                | -                | -                | 2                | 0                | 13               | 0                |

- 2015年 - 2017年 2種登録選手・特別指定選手としての公式戦出場は無し
- Jリーグ初出場：2020年10月3日 J3第19節 vsガイナーレ鳥取（富山県総合運動公園陸上競技場）

## 代表歴
- U-15日本代表候補[14]